# Stanisław Karczewski

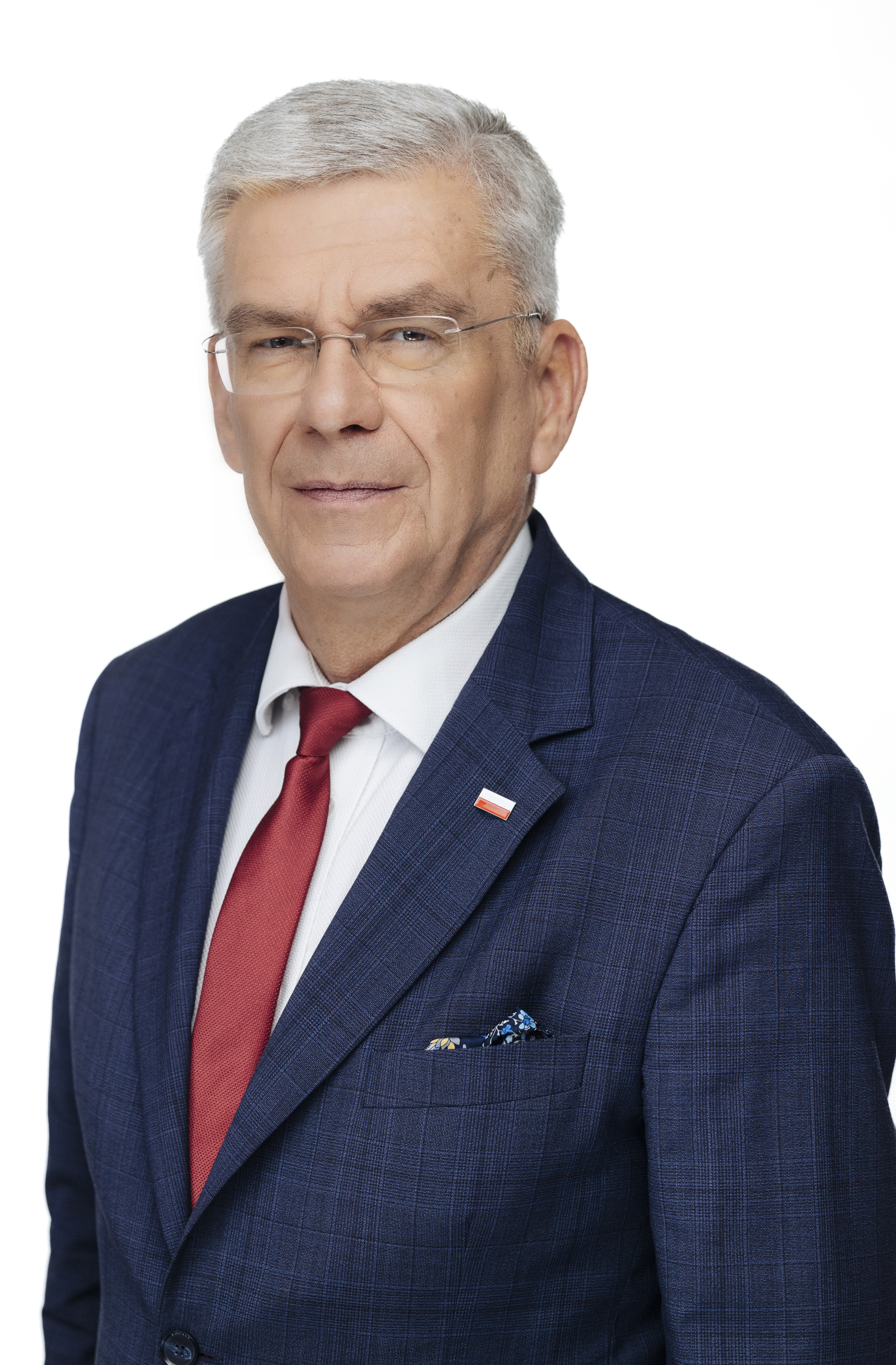
Stanisław Karczewski (2023)

Stanisław Karczewski (* 14. November 1955 in Warschau) ist ein polnischer nationalkonservativer Politiker (AWS, PiS) und Mediziner. Er gehört seit 2005 dem Senat der Republik Polen an. 2015 bis 2019 war Karczewski Senatsmarschall.

## Leben und Beruf
Karczewski schloss 1981 sein Studium an der Medizinakademie Warschau 1981 ab und wurde 1993 Facharzt der Allgemeinchirurgie. Er war bis 2023 Oberarzt im städtischen Krankenhaus in Nowe Miasto nad Pilicą und fungierte zeitweise als Direktor sowie anschließend als Leiter der Chirurgie.
Karczewski ist verheiratet und hat zwei Kinder.

## Politik
1989 wurde Karczewski Mitglied von NSZZ Solidarność. Von 1998 bis 2002 war er für die Akcja Wyborcza Solidarność Kreistagsabgeordneter im Powiat Grójecki. Bei den Selbstverwaltungswahlen 2002 wurde er für die Prawo i Sprawiedliwość (PiS), der er damals noch nicht angehörte, in den Sejmik der Woiwodschaft Masowien gewählt. 2004 wurde er dann auch Mitglied der PiS.
Karczewski wurde 2005 im Wahlkreis Radom erstmals in den Senat der Republik Polen gewählt. Bei den Wahlen 2007, 2011, 2015, 2019 und 2023 wurde er jeweils wiedergewählt. Nachdem er von 2011 bis 2015 stellvertretender Senatsmarschall gewesen war, wurde er bis 2019 Senatsmarschall. Anschließend war er wieder stellvertretender Senatsmarschall, legte das Amt aber 2020 nieder. Zudem war von 2011 bis 2015 auch Vorsitzender der PiS-Fraktion im Senat.

## Ehrungen
- 2018 Großkreuz des Ungarischen Verdienstordens[10]
- 2019 Großkreuz des Ordens für Verdienste um Litauen[11]